# Kafr Nabi
Kafr Nabi (tiếng Ả Rập: كفر نبي) là một ngôi làng Syria nằm ở Maarrat Misrin Nahiyah ở huyện Idlib, Idlib. Theo Cục Thống kê Trung ương Syria (CBS), Kafr Nabi có dân số 1542 trong cuộc điều tra dân số năm 2004.